# XVI район (Беньчице)

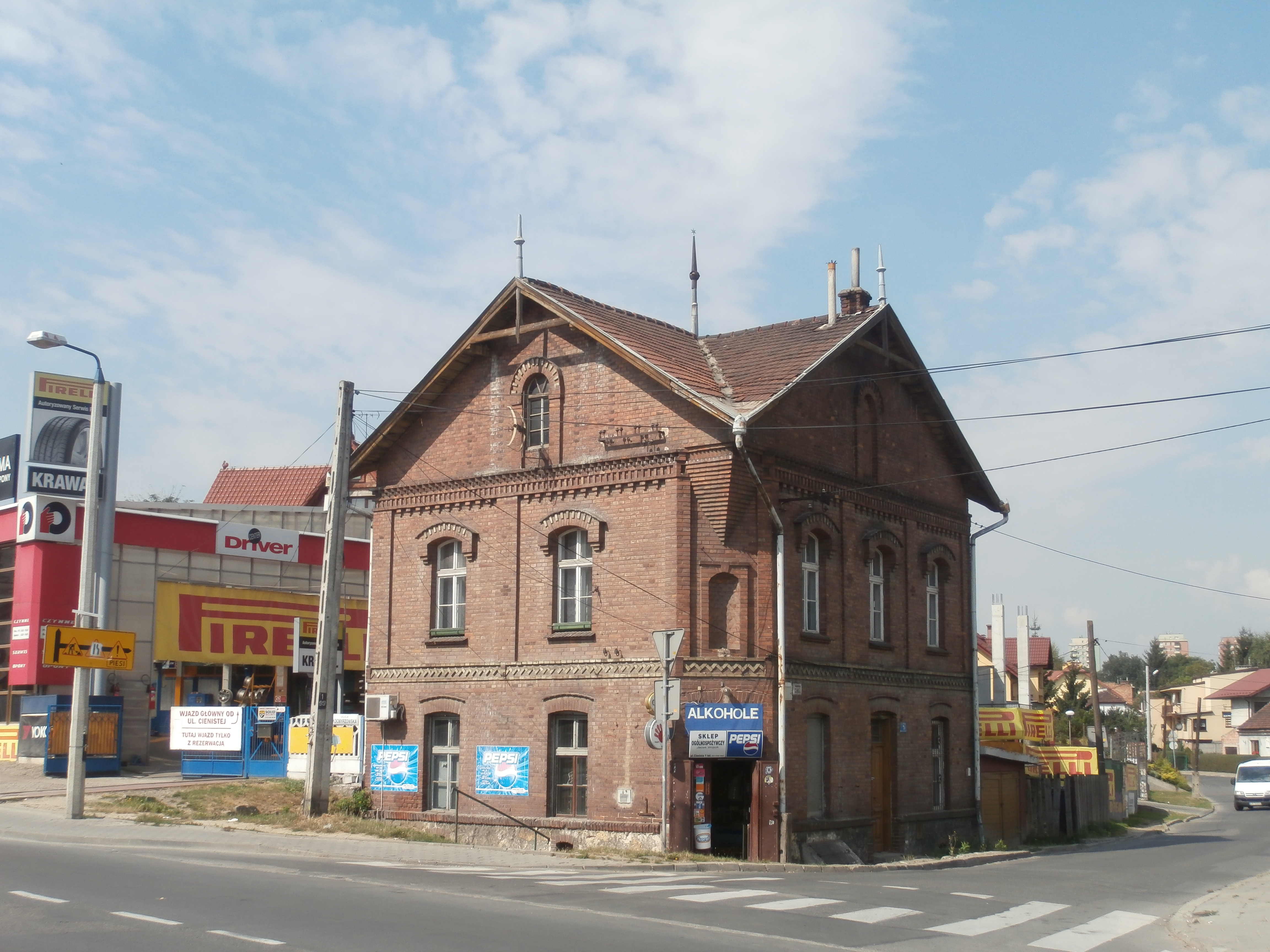
Дом «Сокола» в Беньчице

Дзельни́ца XVI Беньчи́це (пол. Dzielnica XVI Bieńczyce) — дзельница, административно-территориальная и вспомогательная единица Краковской городской гмины, один из 18 административных районов Кракова. Администрация дзельницы располагается по адресу Osiedle Kalinowe, 4.

## География
Дзельница XVI Беньчице граничит на востоке с дзельницей XVII Взгужа-Креславицке, на западе с дзельницей XIV Чижины, на севере с дзельницей XV Мистшеёвице и на юге с дзельницей XVIII Нова-Хута.
Площадь дзельницы составляет 369,43 гектаров. В состав дзельницы входят оседле Беньчице, Оседле-Альбертыньске, Оседле-Ягеллоньске, Оседле-Калинове, Оседле-Казимежовске, Оседле-Косьцюшковске, Оседле На-Лётниску, Оседле Неподлеглосьци, Оседле Пши-Арце, Оседле-Струся, Оседле-Высоке, Оседле Злотей-Осени.

## История
До 1990 года территория современной дзельницы входила в Дзельницу Нова-Хута. Современная дзельница была учреждена 27 марта 1991 года решением № XXI/143/91 городского совета Кракова. Современные границы дзельницы были утверждены решением городского совета № XVI/192/95 от 19 апреля 1995 года.

## Население
Численность населения дзельницы составляет 43.063.

## Достопримечательности
- Беньчицкий парк;
- Новохутский залив;
- Пруд на улице Каченьцовой;
- Церковь Пресвятой Девы Марии Королевы Польши;
- Церковь Пресвятой Девы Марии Утешения.
- Церковь святого Иосифа Обручника